# Eduardo Ramos
Eduardo Ramos Escobedo, né le 8 novembre 1949 à Mazatlán au Mexique, est un joueur de football international mexicain, qui évoluait au poste de défenseur.

## Biographie

### Carrière en club
Eduardo Ramos joue en faveur du Deportivo Toluca de 1968 à 1977, puis du Chivas de Guadalajara de 1977 à 1981.
Avec le Deportivo Toluca, il remporte deux titres nationaux : un championnat du Mexique, et une Supercoupe du Mexique. Il remporte également une compétition internationale, la Coupe des champions de la CONCACAF, faisant suite aux forfaits du SV Transvaal et de l'Aurora FC.

### Carrière en équipe nationale
Il joue 37 matchs en équipe du Mexique, sans inscrire de but, entre 1971 et 1978.
Il figure dans le groupe des sélectionnés lors de la Coupe du monde de 1978. Lors de la phase finale du mondial organisé en Argentine, il joue deux matchs : contre la Tunisie, et l'Allemagne.
Il dispute également deux matchs comptant pour les tours préliminaires du mondial 1974, et sept comptant pour les éliminatoires du mondial 1978.

## Palmarès
| Deportivo Toluca - Championnat du Mexique (1) : - Champion : 1974-75. - Vice-champion : 1970-71. - Supercoupe du Mexique (1) : - Vainqueur : 1968. - Finaliste : 1975. |  | - Coupe des champions de la CONCACAF (1) : - Vainqueur : 1968. |